# Feixe (física)
O feixe é um conjunto de objetos paralelos colocados perto um do outro, como numa vassoura de gravetos onde eles são amarrados por uma corda, vindo daí a palavra "faxina".
Na Física, este termo, é encontrado na Óptica, o estudo da luz, na Física de partículas, cujo feixe de luz, constituido de um conjunto de raios de luz paralelos, convergentes e ou divergentes, e em aceleradores de partículas, partículas, íons de ambas cargas elétricas ( partículas com carga elétrica ) e moléculas são aceleradas, referir-se a este feixe compacto que se fala de um pacote de partículas que circulam num acelerador.
Um feixe é caracterizado então pela matéria corpuscular atômica que o forma, pelo nível de sua energia cinética {\displaystyle \operatorname {\text{Ec}} } (ou velocidade {\displaystyle \operatorname {\text{v}} }) e o número de partículas por unidade de tempo {\displaystyle \operatorname {\text{N}} }.
Se a carga da matéria corpuscular atômica for {\displaystyle \operatorname {\text{q}} }, logo há uma relação direta com a corrente elétrica total do feixe, {\displaystyle \operatorname {\text{I}} }, e o fluxo {\displaystyle \operatorname {\text{N}} }:
{\displaystyle \operatorname {\text{I}} ={\text{N}}*{\text{q}}}